# Jiseul
Jiseul (Hangul:지슬) es un drama bélico surcoreano del año 2012 escrito y dirigido por el cineasta natural de la isla de Jeju, O Muel. La película está filmada en blanco y negro y rodada en el dialecto local con un reparto compuesto totalmente por actores de la isla. "Ji-seul" significa "patata" en dialecto Jeju. O dijo que la eligió como título de su película, ya que "las patatas son un alimento de primera necesidad en muchos países, con frecuencia simbolizan la supervivencia y la esperanza". Localizada durante la insurrección de Jeju en la isla en 1948, O dijo que la película no se centraba en este asedio a gran escala, sino en una historia olvidada que le sucedió realmente a un grupo de pobladores que se escondieron durante 60 días en una cueva al escapar de un ataque militar. Escondidos bajo tierra durante meses, ateridos y paralizados, apiñados por las incomodidades como las patatas a las que el título hace referencia.
La película, de bajo presupuesto, con 210 millones (US$190,000); parte del cual aumentaría gracias al micromecenazgo, se estrenó en el 2012 Busan International Film Festival donde recibió 3 galardones: el CGV premio al mejor montaje, el premio a la mejor dirección de la Asociación de Directores de Corea y el NETPAC Premio del Jurado.
Ji Seul ganó más tarde el prestigioso Gran Premio del Jurado a la mejor película dramática en el Festival de Cine de Sundance en 2013. Convirtiéndose en la primera película coreana que ganaba un premio en esta categoría. Según los organizadores del festival la decisión fue unánime y la deliberación tardó menos de un minuto. También ganó el Cyclo de Oro, el mayor premio del Festival Internacional de Cine Asiático de Vesoul en 2013, y mejor película en el Primer Festival Wildflower de Premios de Cine de Corea en 2014. El abanico de respuestas por parte de la crítica y del público internacional fue más dispar, y algunos espectadores se sintieron decepcionados por la escasa información histórica que aparece en la película.

## Argumento
En noviembre de 1948 el ejército americano establecido en Corea del Sur aplicó la orden de que toda persona que permaneciera a más de cinco kilómetros de la costa de la isla de Jeju sería acusada de comunista y rebelde y sería ejecutada sin previo aviso.
Cuando un pequeño pueblo de la isla de Jeju (localizada al sur de la costa de Corea) recibe la orden de desalojo, sus habitantes, que apenas saben leer, no pueden ni por un momento imaginarse la importancia de la misma. Unos 120 aldeanos huyen a esconderse de los militares armados por un período de 60 días. Muchos de los soldados son jóvenes reclutas que la nieve de noviembre hace temblar de frío conscientes de que la gente a la que disparan no son comunistas. Mientras tanto, los que han conseguido huir permanecen apiñados en la cueva, pero se van poniendo cada vez más nerviosos al pensar en sus vecinos y en los animales que han dejado atrás. Hambrientos y muertos de frío, bromean entre ellos y así no pierden la cabeza ni la esperanza pensando que su cautiverio acabará pronto. Al final, las fuerzas menguan y el miedo empieza a poner a prueba la integridad del grupo.

## Reparto
- Sung Min-chul - Man-chul
- Yang Jung-won - Yong-pil
- Oh Young-soon - Madre de Mu-dong
- Park Soon-dong - Mu-dong
- Moon Suk-bum - Won-shik
- Jang Kyung-sub - Master Sergeant Kim
- Uh Sung-wook - Sang-deok
- Kim Dong-ho - Padre de Soon-deok
- Kim Soon-deok - Madre de Soon-deok
- Son Wook - Byung-ho
- Lee Kyung-joon - Kyung-joon
- Choi Eun-mi - Mu-dong's wife
- Hong Sang-pyo - Sang-pyo
- Jo Eun - Chun-ji
- Kang Hee - Soon-deok
- Son Yoo-kyung - Chun-seob
- Jo Yi-joon - Hija de Mu-dong
- Lee Kyung-shik - Sargento Go
- Ju Jeong-ae - Ju Jeong-gil
- Baek Jong-hwan - Corporal Baek
- Kim Hyeong-jin - Dong-soo

## Antecedentes
Los hechos que suceden en Jiseul se desencadenaron durante la insurrección de Jeju en abril de 1948, que ocurrió en respuesta a unos disparos policiales en una manifestación que conmemoraba la resistencia coreana frente al dominio japonés, y que se transformó en una revuelta armada contra los Estados Unidos. Apoyada militarmente por el Gobierno de Corea del Sur, duró hasta 1954 y es considerada la segunda mayor masacre de la República.[cita requerida] Mencionar este incidente se consideró un delito hasta 1990, ya que se estima que se destruyeron más de dos terceras partes de las aldeas de la isla y murieron 30.000 personas, víctimas inocentes en su mayor parte.

## Éxito de taquilla
Después de llevarse un gran premio en Sundance, la película pasó de boca en boca y encandiló, logrando cifras en la taquilla jamás alcanzadas para una película independiente de bajo presupuesto en Corea. Con 123,253 entradas vendidas hasta la fecha, se ha convertido en la película dramática más vista del cine independiente, batiendo el récord de 2009 de Yang Ik-june Breathless (122,918).
La única realización independiente de este tipo en romper de forma atronadora la taquilla fue el documental Old Partner, visto por casi 3 millones de espectadores durante su estreno en 2009.

## Localidad
Muchas escenas fueron tomadas en Dongbaekdongsan Wetland, a Ramsar Wetland.